# Revolta de jovens dos subúrbios da França em 2005

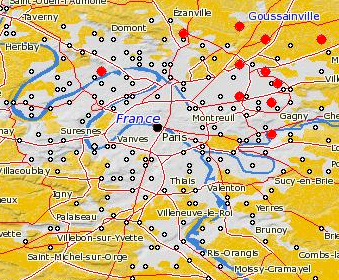
Focos de Protestos em 4 de novembro.

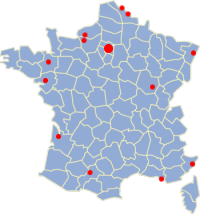
Locais onde ocorreram os conflitos mais violentos.

Os motins de 2005 em França foram episódios de violência urbana que começaram na comuna de Clichy-sous-Bois, no departamento de Seine-Saint-Denis, na periferia da Região de Paris, em 27 de outubro de 2005, após a perseguição pela polícia, seguida de morte acidental, de dois jovens, Bouna Traoré e Zyed Benna, e ao arremesso não intencional de uma granada de gás lacrimogéneo à entrada da mesquita de Bilal por forças policiais.
Tudo começou quando alguns adolescentes fugiam de um controle policial. Três deles foram perseguidos e entraram numa subestação eléctrica fechada, pertencente à EDF. Bouna Traoré e Zyed Benna morreram eletrocutados. O terceiro, Muhittin Altun, sofreu queimaduras graves.
Pouco depois, começaram os confrontos em Chêne-pointu, entre grupos de jovens e a polícia. A revolta se espalhou rapidamente pela periferia de Paris e de outras cidades da França, justificando a instauração de estado de emergência em 25 departamentos, a partir de 8 de novembro de 2005 até 4 de janeiro de 2006.
Os distúrbios duraram 19 noites consecutivas, até o dia 16 de novembro. Jovens indignados, queimaram 8.970 carros e entram em confrontos com a polícia francesa, foram presos 2.921 jovens e houve quatro mortes, além de Benna e Traoré. Em 17 de novembro a polícia declarou que a situação tinha sido normalizada. Os prejuízos decorrentes foram estimados em 200 milhões de dólares. Foram os maiores tumultos urbanos em França desde Maio de 1968.

## Situação social
O então Ministro do Interior da França, Nicolas Sarkozy, durante entrevista ao jornal Le Monde, em outubro de 2005, afirmou que o vandalismo e os crimes violentos fazem parte da vida cotidiana nos subúrbios de toda França, e afirmou que, ao longo de 2005, 9.000 carros policiais foram apedrejados, e 20 a 40 veículos eram incendiados todas as noites.
De acordo com o The Guardian, "os distúrbios puseram abaixo a cortina que existe entre as cidades ricas e os subúrbios que abrigam em sua maioria imigrantes, que nunca puderam se integrar à sociedade francesa, e se transformaram em uma subclasse acostumada com a discriminação e falta de esperanças".
A Rede de TV BBC comenta as perspectivas, na sociedade francesa, para imigrados. A BBC citou o "descontentamento entre muitos jovens franceses originários da África" e a discriminação contra os imigrantes, destacando que "o grupo SOS Racisme regularmente denuncia casos de racismo contra estrangeiros". Segundo a BBC, existe uma "enorme fúria e ressentimento" entre os imigrados africanos e seus descendentes, nos subúrbios das cidades francesas.